# Союз народовластия и труда
Союз народовластия и труда — общественно-политическое движение. Создано в 1998 году при активном участии генерала А. И. Николаева, возглавившего это движение и ставшего его председателем.
В августе 1998 года движение Союз народовластия и труда вошло в Народно-патриотический союз России.
2 октября 1999 года СНТ стал одним из соучредителей избирательной коалиции левоцентристских социалистических сил под названием «Блок генерала Андрея Николаева и академика Святослава Фёдорова», в которую также вошли: Социалистическая партия трудящихся (СПТ), Партия самоуправления трудящихся (ПСТ, председатель академик Святослав Фёдоров), официально зарегистрированные партии и движения «Союз реалистов», «Надежда России», «Инженерный прогресс России», крыло движения «Держава». Кроме того, соучредителями блока стали 3 организации, не имевшие на момент его создания политической регистрации: Ассоциация женщин-предпринимателей России, Общероссийский профсоюз работников связи РФ и Общероссийский профсоюз работников текстильной и лёгкой промышленности. На выборах общефедеральный список кандидатур от блока был представлен в следующем составе: генерал А. И. Николаев (СНТ), академик С. Н. Фёдоров (ПСТ) и Т.Малютина (Ассоциация женщин-предпринимателей России).
Последняя дата перерегистрации устава организации Министерством Юстиции РФ — 07.12.98 (рег. № 3569).
Движение самоликвидировалось 15 марта 2003 года.